# 西岡大志
西岡 大志（にしおか たいし、1994年7月28日 - ）は、宮崎県出身の元プロサッカー選手、指導者。現役時代のポジションは、ディフェンダー（DF）。元サッカー選手の西岡大輝は実兄。現在はテゲバジャーロ宮崎クラブアンバサダーを務める。

## 来歴
東海大学付属第五高校では主将を務め、高校卒業後は福岡大学でプレーした。
2017年より、FC琉球へ加入。
2020年より、愛媛FCへ完全移籍にて加入。尚、同クラブには実兄である西岡大輝が所属していた。
2023年より、テゲバジャーロ宮崎へ完全移籍。
2024年1月10日、2023シーズン限りでの現役引退が発表された。
引退後はサッカー塾を開校し、指導者として活動している。
2025年2月7日、2025シーズンより古巣であるテゲバジャーロ宮崎のクラブアンバサダーに就任する事が発表された。

## 所属クラブ
- アリーバFC
- 宮崎日本大学中学校
- 東海大学付属第五高等学校
- 福岡大学
- 2017年 - 2019年  FC琉球
- 2020年 - 2022年  愛媛FC
- 2023年  テゲバジャーロ宮崎

## 指導歴・職歴
- 2024年 -  CHASEサッカー塾 代表兼コーチ
- 2025年 -  テゲバジャーロ宮崎 クラブアンバサダー

## 個人成績
| 国内大会個人成績 | 国内大会個人成績 | 国内大会個人成績 | 国内大会個人成績 | 国内大会個人成績 | 国内大会個人成績 | 国内大会個人成績 | 国内大会個人成績 | 国内大会個人成績 | 国内大会個人成績 | 国内大会個人成績 | 国内大会個人成績 |
| 年度             | クラブ           | 背番号           | リーグ           | リーグ戦         | リーグ戦         | リーグ杯         | リーグ杯         | オープン杯       | オープン杯       | 期間通算         | 期間通算         |
| 年度             | クラブ           | 背番号           | リーグ           | 出場             | 得点             | 出場             | 得点             | 出場             | 得点             | 出場             | 得点             |
| 日本             | 日本             | 日本             | 日本             | リーグ戦         | リーグ戦         | リーグ杯         | リーグ杯         | 天皇杯           | 天皇杯           | 期間通算         | 期間通算         |
| ---------------- | ---------------- | ---------------- | ---------------- | ---------------- | ---------------- | ---------------- | ---------------- | ---------------- | ---------------- | ---------------- | ---------------- |
| 2017             | 琉球             | 3                | J3               | 23               | 0                | -                | -                | 1                | 2                | 24               | 2                |
| 2018             | 琉球             | 3                | J3               | 25               | 2                | -                | -                | 1                | 0                | 26               | 2                |
| 2019             | 琉球             | 3                | J2               | 23               | 2                | -                | -                | 0                | 0                | 23               | 2                |
| 2020             | 愛媛             | 3                | J2               | 26               | 4                | -                | -                | 0                | 0                | 26               | 4                |
| 2021             | 愛媛             | 3                | J2               | 34               | 2                | -                | -                | 1                | 0                | 35               | 2                |
| 2022             | 愛媛             | 3                | J3               | 5                | 0                | -                | -                | -                | -                | 5                | 0                |
| 2023             | 宮崎             | 4                | J3               | 24               | 1                | -                | -                | 0                | 0                | 24               | 1                |
| 通算             | 日本             | 日本             | J2               | 83               | 8                | -                | -                | 1                | 0                | 84               | 8                |
| 通算             | 日本             | 日本             | J3               | 77               | 3                | -                | -                | 2                | 2                | 79               | 5                |
| 総通算           | 総通算           | 総通算           | 総通算           | 160              | 11               | -                | -                | 3                | 2                | 163              | 13               |

出場歴
- Jリーグ初出場：2017年03月12日 J3第1節 栃木SC戦（栃木県グリーンスタジアム）
- 公式戦初得点：2017年4月23日 天皇杯1回戦 FC今治戦（沖縄県総合運動公園陸上競技場）
- Jリーグ初得点：2018年4月14日 J3第7節 鹿児島ユナイテッドFC戦（白波スタジアム）

## 選抜歴
- 2010年 福岡県国体選抜

## タイトル

### クラブ
FC琉球
- J3リーグ：1回（2018年)